# Lunathyrium grammitoides
Lunathyrium grammitoides là một loài dương xỉ trong họ Athyriaceae. Loài này được H.Ohba mô tả khoa học đầu tiên năm 1971.
Danh pháp khoa học của loài này chưa được làm sáng tỏ. 